# Gordon Valley
Das Gorden Valley ist ein kleines Tal in der antarktischen Ross Dependency. In der Königin-Alexandra-Kette liegt es westlich des Mount Falla. Seine westliche Hälfte wird durch eine Gletscherzunge des Walcott-Firnfelds eingenommen.
Das Advisory Committee on Antarctic Names benannte das Tal 1966 nach dem Polarlichtforscher Mark A. Gordon, der im Rahmen des United States Antarctic Research Program im Jahr 1959 auf der Hallett-Station tätig war.